# سلطان حسن ميرزا
سلطان حسن ميرزا (بالفارسية: سلطان حسن میرزا) (967هـ - 21 جُمادى الأولى 985هـ المُوافق فيه 1559م - 16 آب (أغسطس) 1577م) هو شاهزاده من السُلالة الصفويَّة التي حكمت إمبراطوريَّة واسعة لما يزيد على قرنين من الزَّمن. كان الابن الأكبر للشَّاهنشاه «محمد خدا بنده». تولى حُكم مازندران وقد قُتل مغدورًا في طهران ودُفِن في مشهد المُقدَّسة بأمر من أخيه الشَّاهنشاه «عباس الأكبر».